# Neckia serrata
Neckia serrata är en tvåhjärtbladig växtart som beskrevs av Pieter Willem Korthals. Neckia serrata ingår i släktet Neckia och familjen Ochnaceae. Inga underarter finns listade i Catalogue of Life.